# Юледурське сільське поселення
Юледу́рське сільське поселення (рос. Юледурское сельское поселение) — муніципальне утворення у складі Куженерського району Марій Ел, Росія. Адміністративний центр — село Юледур.

## Історія
Станом на 2002 рік існували Великоляждурська сільська рада (присілки Великий Ляждур, Верхній Нольдур, Мала Олма, Малий Ляждур, Марі Олма, Нижній Нольдур, Нижній Сеснур, Олма-Шойська) та Юледурська сільська рада (село Юледур, присілки Верхній Регеж, Івансола, Ігісола, Кораксола, Купсола, Нижній Регеж, Руський Ляждур).

## Населення
Населення — 1566 осіб (2019, 1845 у 2010, 2091 у 2002).

## Склад
До складу поселення входять такі населені пункти:
| Населений пункт           | Населення, осіб (2002) | Населення, осіб (2010) |
| ------------------------- | ---------------------- | ---------------------- |
| Великий Ляждур, присілок  | 324                    | 269                    |
| Верхній Нольдур, присілок | 175                    | 169                    |
| Верхній Регеж, присілок   | 19                     | 14                     |
| Івансола, присілок        | 208                    | 195                    |
| Ігісола, присілок         | 161                    | 137                    |
| Кораксола, присілок       | 53                     | 48                     |
| Купсола, присілок         | 191                    | 168                    |
| Мала Олма, присілок       | 16                     | 13                     |
| Малий Ляждур, присілок    | 90                     | 97                     |
| Марі-Олма, присілок       | 119                    | 88                     |
| Нижній Нольдур, присілок  | 46                     | 53                     |
| Нижній Регеж, присілок    | 90                     | 70                     |
| Нижній Сеснур, присілок   | 10                     | 0                      |
| Олма-Шойська, присілок    | 5                      | 1                      |
| Руський Ляждур, присілок  | 7                      | 10                     |
| Юледур, село              | 577                    | 513                    |